# Parasyrisca belengish
Parasyrisca belengish Ovtsharenko, Platnick & Marusik, 1995 è un ragno appartenente alla famiglia Gnaphosidae.

## Etimologia
Il nome della specie è in riferimento alla località in cui sono stati rinvenuti gli esemplari: Belengish, nella repubblica russa di Tuva.

## Caratteristiche
L'olotipo femminile rinvenuto ha lunghezza totale è di 7,50 mm; la lunghezza del cefalotorace è di 3,30 mm; e la larghezza è di 2,55 mm.

## Distribuzione
La specie è stata reperita in Russia: l'olotipo femminile è stato rinvenuto nella località di Belengish, 10-12 km a nordovest di Khol-Oozhu, nel distretto di Tes-Khemsky, appartenente alla repubblica di Tuva.

## Tassonomia
Al 2015 non sono note sottospecie e dal 1995 non sono stati esaminati nuovi esemplari.